# 예미초등학교 고성분교
예미초등학교 고성분교는 대한민국 강원특별자치도 정선군에 있는 공립 초등학교이다.

## 연혁
- 1948년 2월 25일 운치국민학교 고성분교장 설립인가
- 1953년 4월 1일 고성국민학교 인가
- 1953년 4월 10일 고성국민학교 개교
- 1969년 3월 1일 연포분교장 설립인가
- 1994년 3월 1일 예미국민학교 고성분교장으로 격하
- 1996년 3월 1일 예미초등학교 고성분교장으로 변경
- 2013년 3월 1일 폐교